# Lago Ness
El lago Ness (en inglés: Loch Ness; en escocés: Loch Ness; en gaélico escocés: Loch Nis) es un lago mediano a grande de agua dulce que está en las Tierras Altas (Highlands) de Escocia y se extiende a lo largo de unos 37 km al suroeste de Inverness. Su superficie se encuentra a 16 m sobre el nivel del mar. El lago es mundialmente famoso por el Monstruo del lago Ness, la supuesta bestia criptozoológica que lo habita y que es también llamada «Nessie». En su extremo sur conecta con el río Oich y a través de una sección del canal de Caledonia con el lago Oich. En su extremo norte se hallan los estrechos de Bona, que lo comunican con el lago Dochfour, el cual es alimentado por el río Ness. El lago es parte de una amplia zona de masas acuáticas interconectadas en Escocia y sus aguas son especialmente turbias debido al alto contenido de turba de los suelos circundantes. 
El lago Ness es el segundo más extenso de Escocia con una superficie de 56 km², tan solo por detrás del lago Lomond, pero debido a su gran profundidad media es el de mayor volumen de todas las islas británicas. Su punto más bajo llega hasta 230 m de profundidad, lo que le convierte en el segundo más hondo de Escocia tras el lago Morar. Gracias a ello, contiene más agua dulce que todos los lagos de Inglaterra y Gales juntos. Es además, el mayor cuerpo de agua del conjunto de valles escoceses conocido como Great Glen, que abarca desde Inverness en el norte hasta Fort William en el sur.

## Características

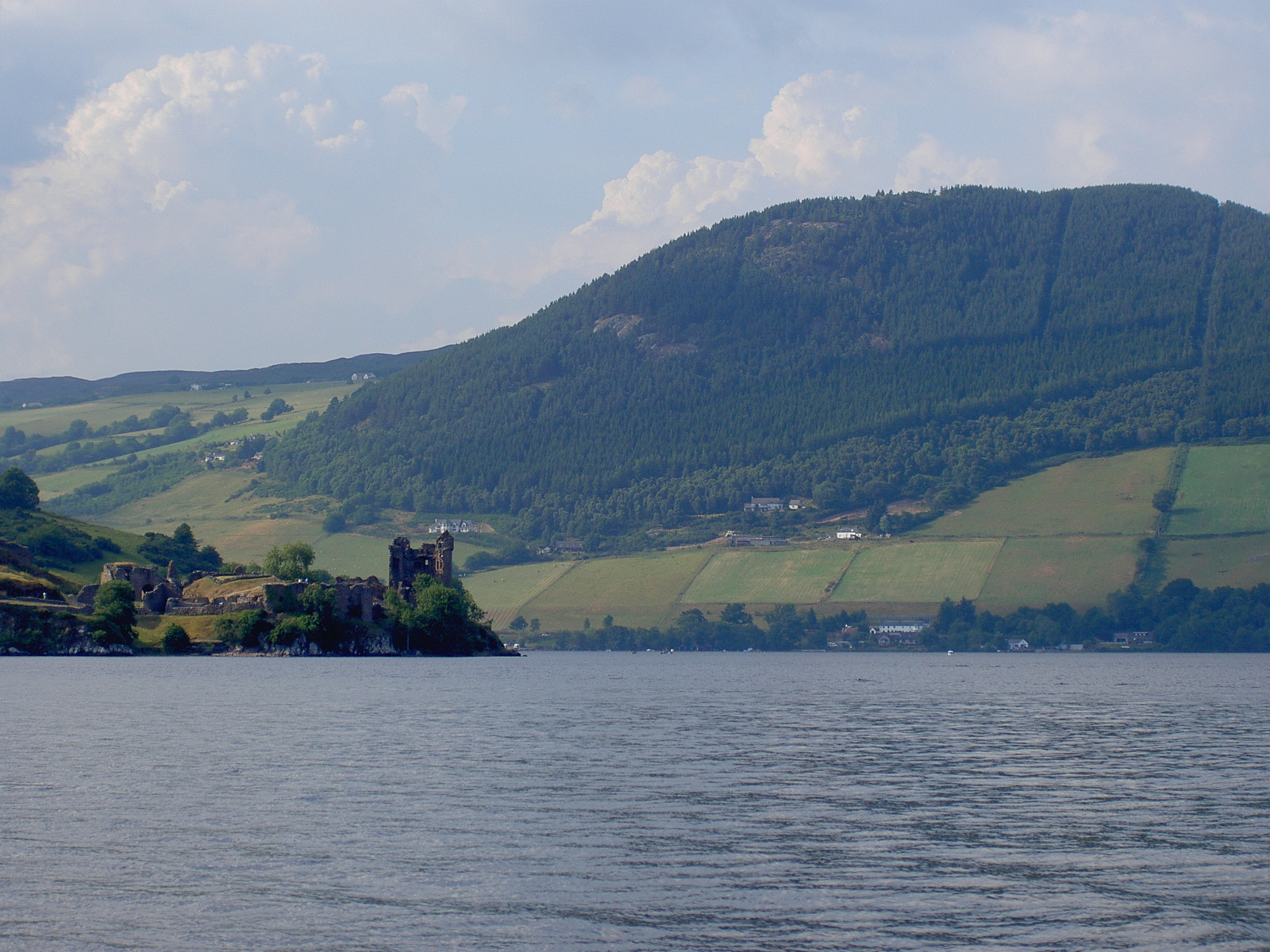
Lago Ness con vista al Castillo de Urquhart.

Se extiende aproximadamente 39 km al suroeste de Inverness. Es la mayor masa de agua de la falla geológica conocida como Gran Glen que discurre desde Inverness en el norte hasta Fort Augustus al sur. El canal de Caledonia, el cual enlaza al mar en ambos extremos del Gran Glen, utiliza el lago Ness como parte de su ruta.
Este lago forma parte de la serie de lagos de Escocia que fueron formados por los glaciares durante las anteriores glaciaciones. Sus aguas tienen una visibilidad excepcionalmente baja debido al alto contenido en turba procedente de los suelos cercanos
Es el segundo lago más grande de Escocia por área de superficie con alrededor de 56,4 km², pero debido a su gran profundidad es el de mayor volumen. Contiene más agua dulce que todos los lagos de Inglaterra y Gales juntos.
También funciona como el más bajo de los embalses del plan hidroeléctrico de almacenamiento-bombeo, el primero de su clase en Gran Bretaña. Las turbinas fueron originalmente utilizadas para suministrar energía a un molino cercano, pero ahora se genera y suministra electricidad a la red nacional.
En su parte más sudoccidental, cerca de Fort Augustus, se puede ver la única isla del lago. La Cherry Island es un ejemplo de crannóg (islas artificiales que datan generalmente de la Edad de Hierro).

## Especies conocidas
| Anguila europea      | Anguilla anguilla      |
| Lucio europeo        | Esox lucius            |
| Espinoso             | Gasterosteus aculeatus |
| Lamprea de arroyo    | Lampetra planeri       |
| Piscardo             | Phoxinus phoxinus      |
| Salmón del Atlántico | Salmo salar            |
| Trucha común         | Salmo trutta           |

## Leyenda del monstruo del lago Ness
El lago Ness es famoso por ser el supuesto hogar del monstruo del lago Ness, también conocido como «Nessie», nombre que le fue asignado alrededor del año 1940. Según se dice un gran animal desconocido similar a un plesiosaurus, si bien su descripción varía según fuentes. El interés popular y la creencia en la existencia del animal han hecho conocido al lago desde que se presentó en una fotografía falseada por primera vez al mundo en 1933.

Formas de los supuestos avistamientos del Monstruo del Lago Ness

## Galería

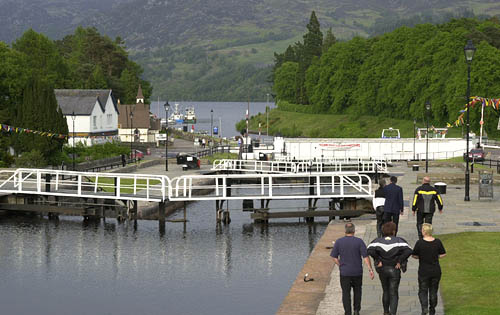
Presas en el Canal de Caledonia en Fort Augustus, Lago Ness detrás.
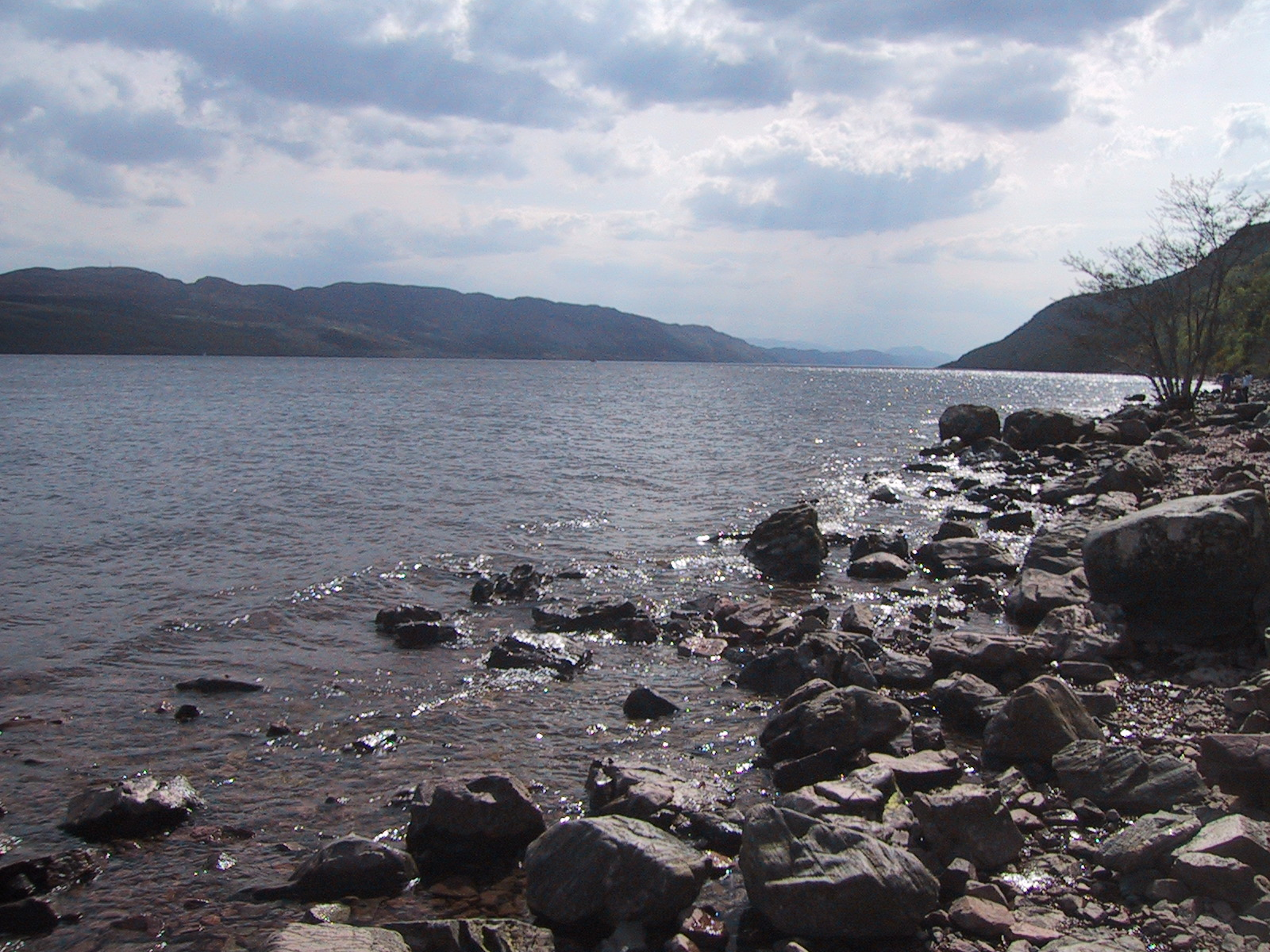
Lago Ness hacia el sur, imagen tomada en mayo de 2006.
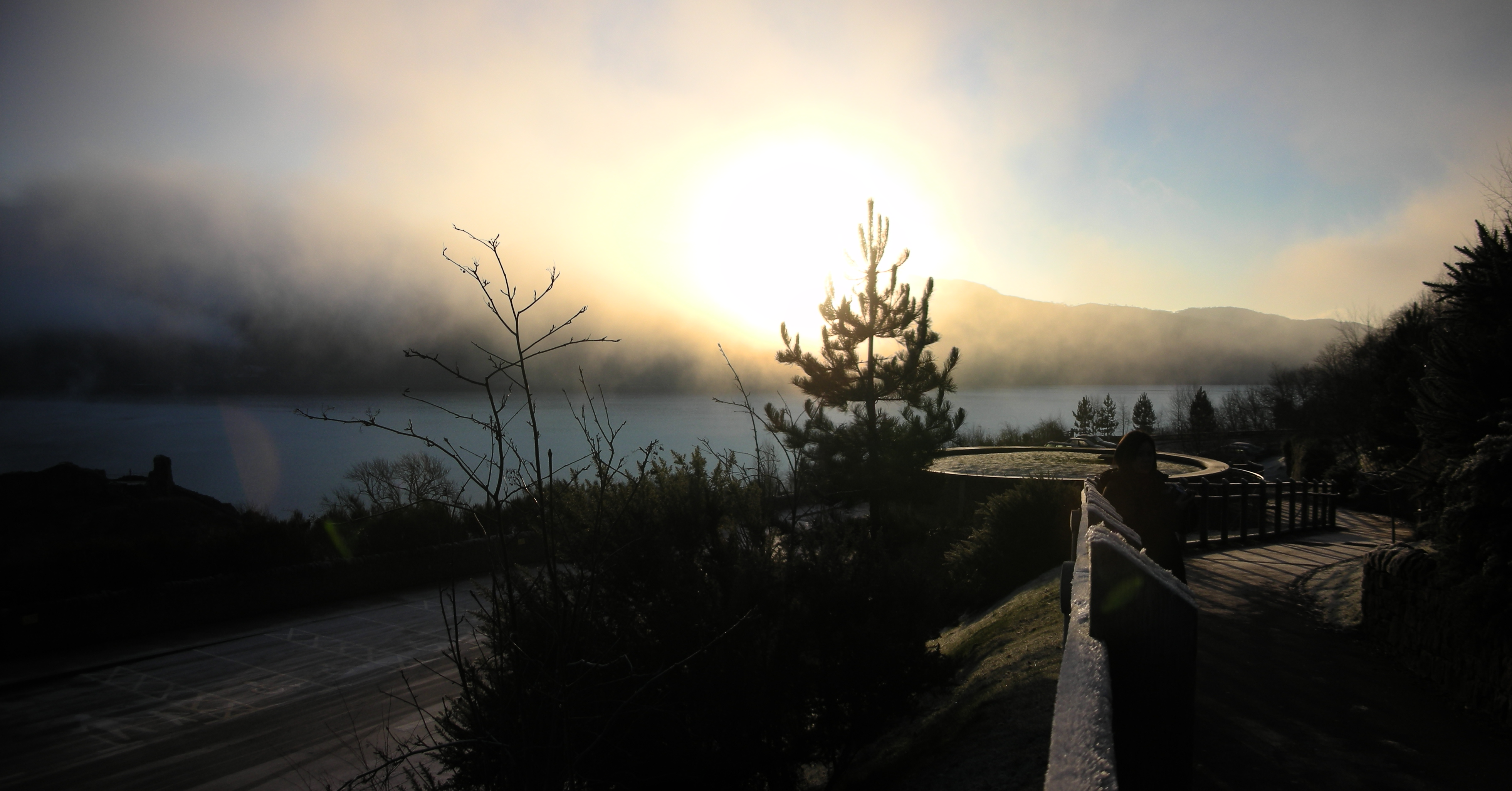
Amanecer sobre el Lago Ness, desde Castillo de Urquhart.
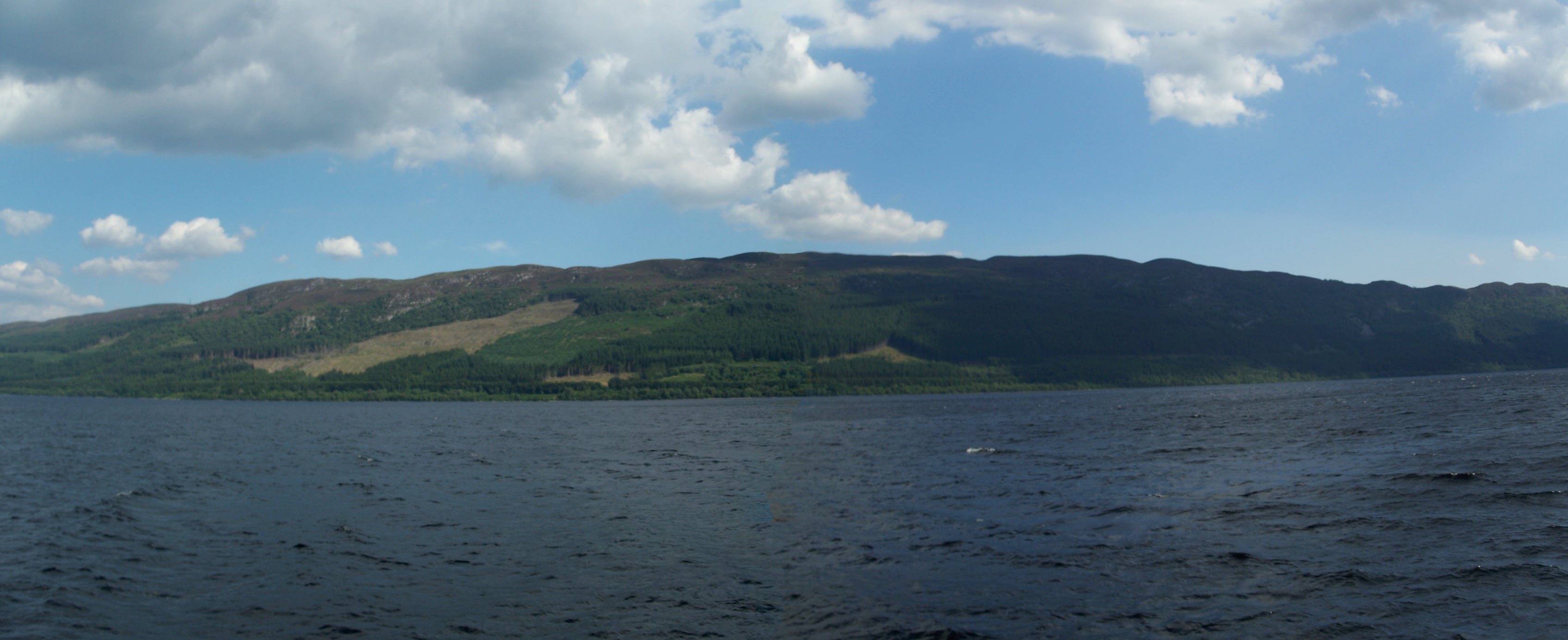
Panorámica del Lago Ness tomada desde un barco en 2008.
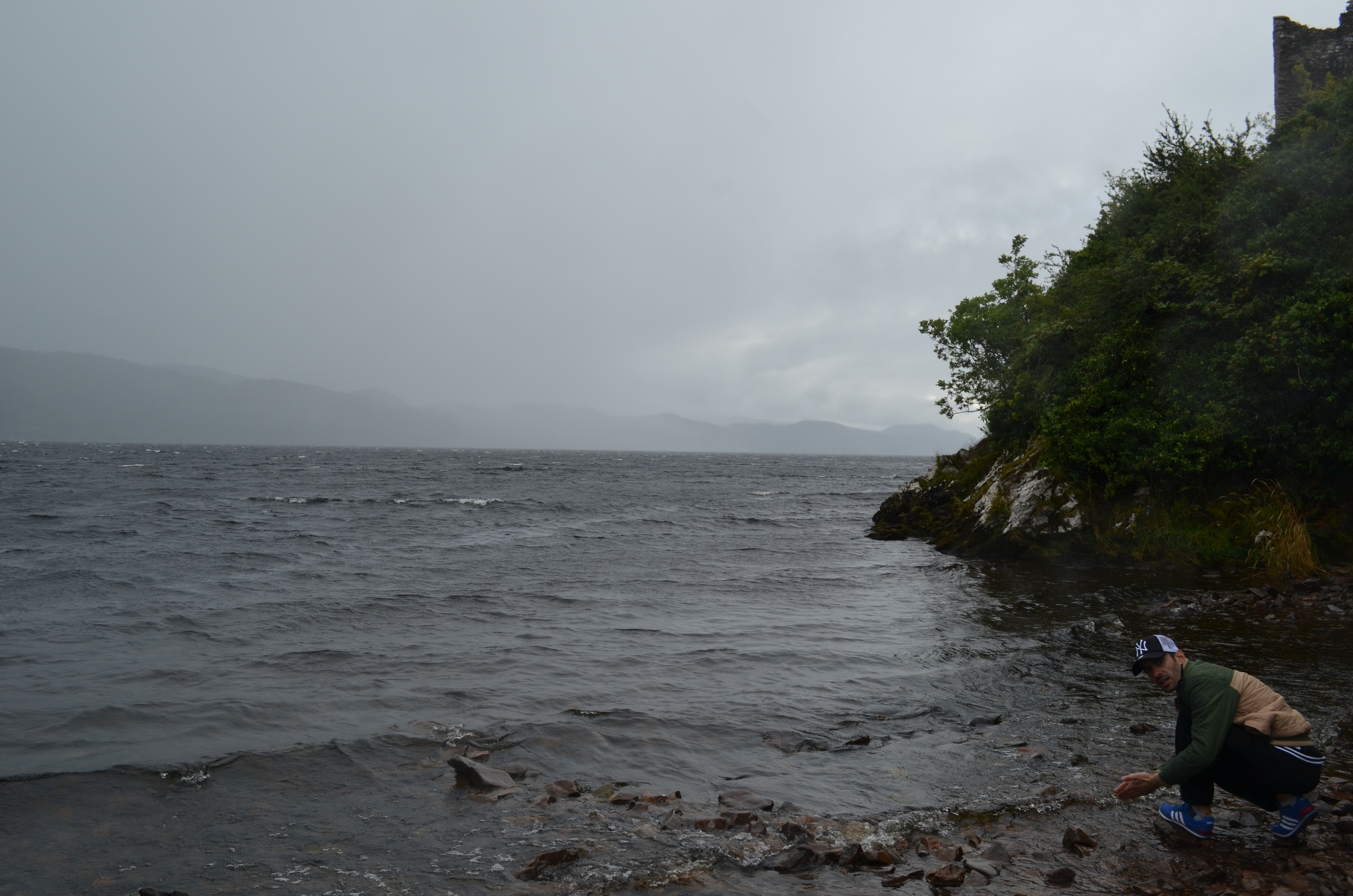
Castillo de Loch Ness Urquhart